# 전주평화초등학교
전주평화초등학교는 대한민국 전북특별자치도 전주시 완산구에 있는 공립 초등학교이다.

## 학교 연혁
- 1977. 07. 04 개교(12학급 편성)
- 1978. 02. 17 제1회 졸업
- 2007. 07. 01 교육복지 투자우선지역지원사업 지정('07.07~'12.02)
- 2008. 03. 01 전라북도 교육청 방과후 시범학교지정('08.03~'09.02)
- 2014. 03. 01 제17대 이상범 교장 취임
- 2015. 02. 11 제38회 졸업(8,986명)
- 2015. 03. 01 19학급 편성(특수학급1학급)
- 2020. 03 . 01 제19대 김연희 교장 취임
- 2027. 07. 04 개교 50주년

## 참고 자료
- 전주평화초등학교 - 한국교육학술정보원 학교알리미